# Baxley
Baxley je město v Appling County, v Georgii, ve Spojených státech amerických. V roce 2011 žilo ve městě 4391 obyvatel. Město je hlavním městem okresu Appling County.

## Demografie
Podle sčítání lidí v roce 2000 žilo ve městě 4150 obyvatel, 1567 domácností, a 1048 rodin. V roce 2011 žilo ve městě 2057 mužů (46,9%), a 2334 žen (53,1%). Průměrný věk obyvatele je 36 let.